# إيفلين بانتينغ
إيفلين بانتينغ (بالإنجليزية: Eve Bunting)‏ هي كاتبة للأطفال وكاتِبة أمريكية، ولدت في 19 ديسمبر 1928 في Maghera ‏ في المملكة المتحدة.